# Thilay
Thilay est une commune française, située dans le département des Ardennes en région Grand Est.

## Géographie

### Localisation
La commune de Thilay est située au nord de Charleville-Mézières. Elle contient les villages de Thilay, Naux, Nohan-sur-Semoy, Navaux, les Vieux Moulins de Thilay, et une partie de la Neuville-aux-Haies (maison forestière).

### Communes limitrophes
| Hargnies          | Gedinne ( Belgique) | Les Hautes-Rivières |
| Monthermé         | Thilay              | Les Hautes-Rivières |
| Tournavaux Haulmé | Neufmanil           | Gespunsart          |

### Géologie et relief
La commune est située à l'ouest de la Croix-Scaille, point culminant du massif ardennais en France, à cheval sur la frontière entre la France et la Belgique, dont l'altitude est de 504 mètres. La Croix-Gillet avec ses 492 mètres de hauteur est le point culminant de la commune, situé à l'ouest du petit village, les Vieux Moulins de Thilay, et l'un des sommets les plus élevés du massif ardennais en France.
La commune est classée en zone de sismicité 2, correspondant à une sismicité faible.

### Hydrographie
La commune est dans le bassin versant de la Meuse au sein du bassin Rhin-Meuse. Elle est drainée par la Semoy, le ruisseau de Nedimont, le ruisseau de St-Jean, le ruisseau de L Ours, le ruisseau de Nabruay et le ruisseau la Lyre,.
La Semoy, d'une longueur de 24 km, prend sa source dans la commune de Tailly et se jette  dans la Meuse à Monthermé, après avoir traversé cinq communes. 

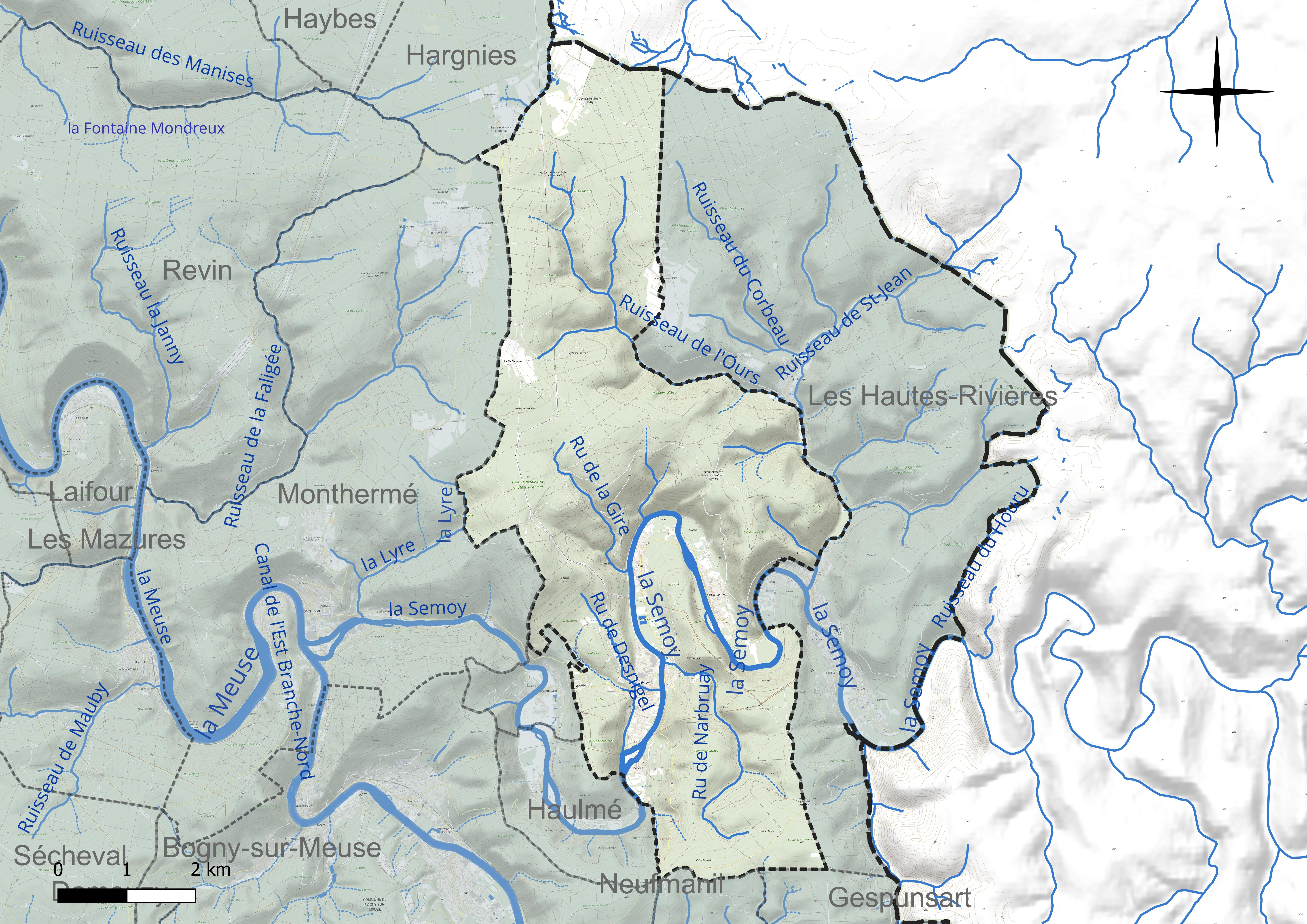
Réseau hydrographique de Thilay.

### Climat
Pour des articles plus généraux, voir Climat du Grand Est et Climat des Ardennes.
En 2010, le climat de la commune est de type climat de montagne, selon une étude du Centre national de la recherche scientifique s'appuyant sur une série de données couvrant la période 1971-2000. En 2020, Météo-France publie une typologie des climats de la France métropolitaine dans laquelle la commune est exposée à un climat océanique altéré et est dans la région climatique  Lorraine, plateau de Langres, Morvan, caractérisée par un hiver rude (1,5 °C), des vents modérés et des brouillards fréquents en automne et hiver. 
Pour la période 1971-2000, la température annuelle moyenne est de 9,6 °C, avec une amplitude thermique annuelle de 15,1 °C. Le cumul annuel moyen de précipitations est de 1 006 mm, avec 14 jours de précipitations en janvier et 9,8 jours en juillet. Pour la période 1991-2020, la température moyenne annuelle observée sur la station météorologique de Météo-France la plus proche, « Charleville-Méz. », sur la commune de Charleville-Mézières à 13 km à vol d'oiseau, est de 9,9 °C et le cumul annuel moyen de précipitations est de 928,4 mm. 
La température maximale relevée sur cette station est de 39,2 °C, atteinte le 25 juillet 2019 ; la température minimale est de −17,5 °C, atteinte le 1er janvier 1997,,. 
Les paramètres climatiques de la commune ont été estimés pour le milieu du siècle (2041-2070) selon différents scénarios d'émission de gaz à effet de serre à partir des nouvelles projections climatiques de référence DRIAS-2020. Ils sont consultables sur un site dédié publié par Météo-France en novembre 2022.

## Urbanisme

### Typologie
Au 1er janvier 2024, Thilay est catégorisée commune rurale à habitat dispersé, selon la nouvelle grille communale de densité à 7 niveaux définie par l'Insee en 2022.
Elle est située hors unité urbaine. Par ailleurs la commune fait partie de l'aire d'attraction de Charleville-Mézières, dont elle est une commune de la couronne,. Cette aire, qui regroupe 132 communes, est catégorisée dans les aires de 50 000 à moins de 200 000 habitants,.

### Occupation des sols
L'occupation des sols de la commune, telle qu'elle ressort de la base de données européenne d’occupation biophysique des sols Corine Land Cover (CLC), est marquée par l'importance des forêts et milieux semi-naturels (92,2 % en 2018), en diminution par rapport à 1990 (93,7 %). La répartition détaillée en 2018 est la suivante : 
forêts (91,9 %), zones agricoles hétérogènes (2,7 %), zones urbanisées (2,6 %), prairies (2,5 %), milieux à végétation arbustive et/ou herbacée (0,3 %). L'évolution de l’occupation des sols de la commune et de ses infrastructures peut être observée sur les différentes représentations cartographiques du territoire : la carte de Cassini (XVIIIe siècle), la carte d'état-major (1820-1866) et les cartes ou photos aériennes de l'IGN pour la période actuelle (1950 à aujourd'hui).

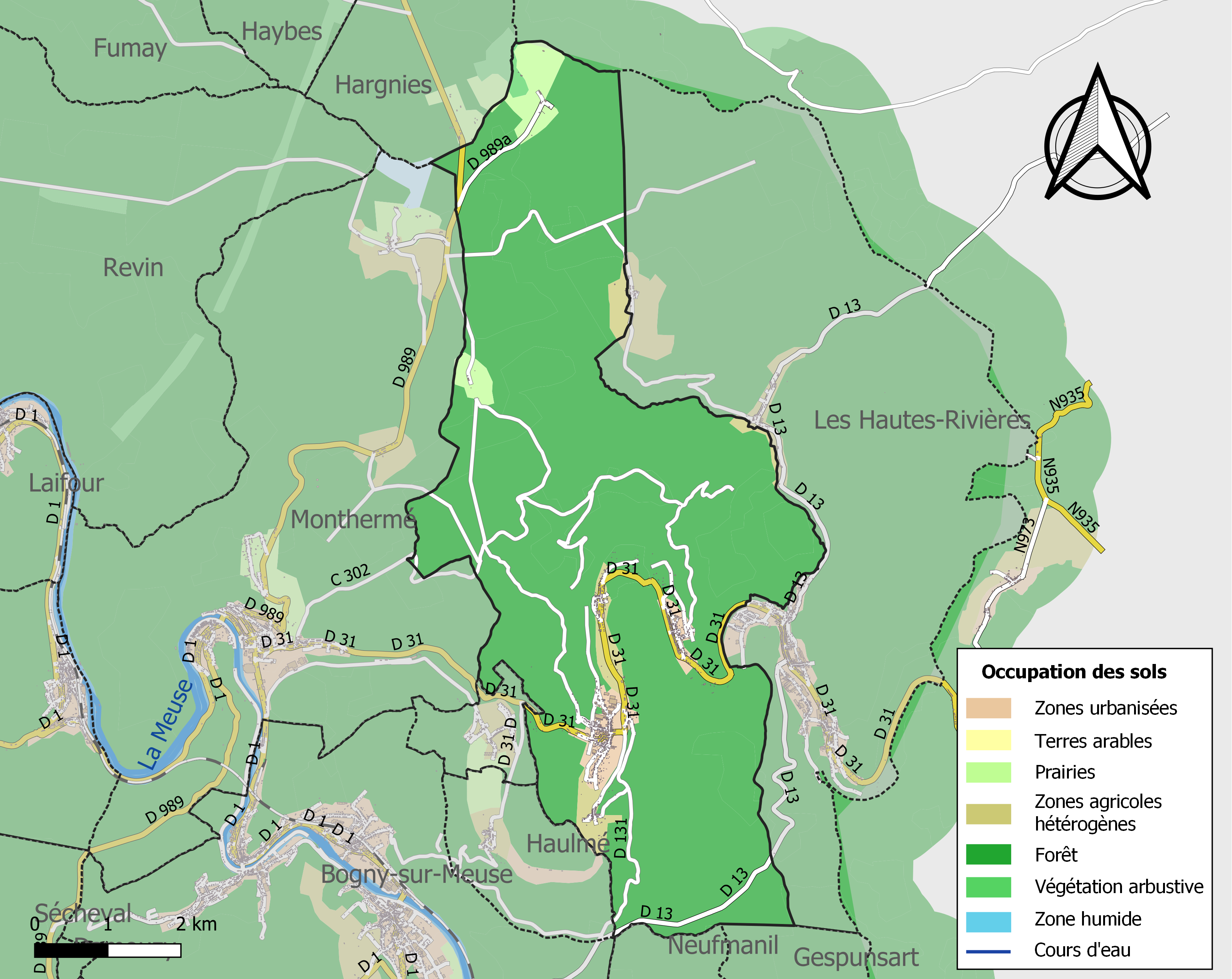
Carte des infrastructures et de l'occupation des sols de la commune en 2018 (CLC).

## Toponymie
Le nom de la localité est attesté sous la forme Tielait en 1230.
De l'oïl tillet, teilloy, tilloi « lieu planté de tilleuls ».    

## Histoire
Situé dans la forêt de la principauté de Château-Regnault, le village est rattaché au domaine royal en 1629. Les chanoines de Braux y possèdent de nombreuses propriétés. Le cours de la Semoy sert au flottage du bois.
Des forges y existent dès cette époque. Au milieu du XIXe siècle apparurent de véritables usines, telles que les boulonneries Laurent à Linchamps en 1850 et la boulonnerie Mangon et Rousseau à Thilay. Aujourd'hui encore la métallurgie est le principal secteur d'activité de ce village.
Au début du XVIe siècle, Jean de Louvain construit sur une colline escarpée une forteresse, le château de Linchamps, d'où il rançonne population des alentours et voyageurs. Le château est détruit par les troupes royales en 1550 et reconstruit par le duc de Guise un peu plus tard.
Thilay et le hameau des Vieux Moulins de Thilay sont un lieu de résistance pendant la Seconde Guerre mondiale.

### Exode des habitants
Au cours de Seconde Guerre mondiale, entre le 10 et 15 mai 1940, les habitants de Thilay et ses hameaux sont dirigés vers le canton Noirmoutier-en-l'Île : La Guérinière, Barbâtre et L'Épine.

## Politique et administration

### Liste des maires
| Période                                  | Période  | Identité          | Étiquette | Qualité                    |
| ---------------------------------------- | -------- | ----------------- | --------- | -------------------------- |
| Les données manquantes sont à compléter. |          |                   |           |                            |
| 17/4/1842 ?                              | 1848 ?   | Jacques Herisson  |           |                            |
| 1917                                     | 1917     | Emile Faynot      |           |                            |
| Les données manquantes sont à compléter. |          |                   |           |                            |
| avant 1981                               | ?        | Michel Prioux     | DVG       |                            |
| 1995                                     | 2014     | Lionel Ladouce    | PS        |                            |
| 2014                                     | mai 2020 | Robert Pascolo    | PS        | Retraité de l'enseignement |
| mai 2020                                 | En cours | Nicole Jeannesson |           |                            |

Thilay a adhéré à la charte du Parc naturel régional des Ardennes, à sa création en décembre 2011.

## Population et société

### Démographie
L'évolution du nombre d'habitants est connue à travers les recensements de la population effectués dans la commune depuis 1793. Pour les communes de moins de 10 000 habitants, une enquête de recensement portant sur toute la population est réalisée tous les cinq ans, les populations de référence des années intermédiaires étant quant à elles estimées par interpolation ou extrapolation. Pour la commune, le premier recensement exhaustif entrant dans le cadre du nouveau dispositif a été réalisé en 2007.

En 2022, la commune comptait 983 habitants, en évolution de −7,61 % par rapport à 2016 (Ardennes : −2,97 %, France hors Mayotte : +2,11 %).
| 1793 | 1800 | 1806 | 1821  | 1831  | 1836  | 1841  | 1846  | 1851  |
| ---- | ---- | ---- | ----- | ----- | ----- | ----- | ----- | ----- |
| 825  | 905  | 872  | 1 009 | 1 248 | 1 334 | 1 452 | 1 510 | 1 525 |

| 1866  | 1872  | 1876  | 1881  | 1886  | 1891  | 1896  | 1901  | 1906  |
| ----- | ----- | ----- | ----- | ----- | ----- | ----- | ----- | ----- |
| 1 549 | 1 659 | 1 660 | 1 660 | 1 675 | 1 617 | 1 559 | 1 640 | 1 536 |

| 1911  | 1921  | 1926  | 1931  | 1936  | 1946  | 1954  | 1962  | 1968  |
| ----- | ----- | ----- | ----- | ----- | ----- | ----- | ----- | ----- |
| 1 663 | 1 510 | 1 431 | 1 473 | 1 352 | 1 089 | 1 237 | 1 277 | 1 245 |

| 1975  | 1982  | 1990  | 1999  | 2006  | 2007  | 2012  | 2017  | 2022 |
| ----- | ----- | ----- | ----- | ----- | ----- | ----- | ----- | ---- |
| 1 197 | 1 151 | 1 143 | 1 093 | 1 068 | 1 064 | 1 067 | 1 061 | 983  |

## Culture locale et patrimoine

### Lieux et monuments
- Église Saint-Remi de Thilay.
- Église Saint-Hubert de Nohan-sur-Semoy.
- Chapelle de la Sainte-Trinité de Navaux.
- Château de Linchamps.

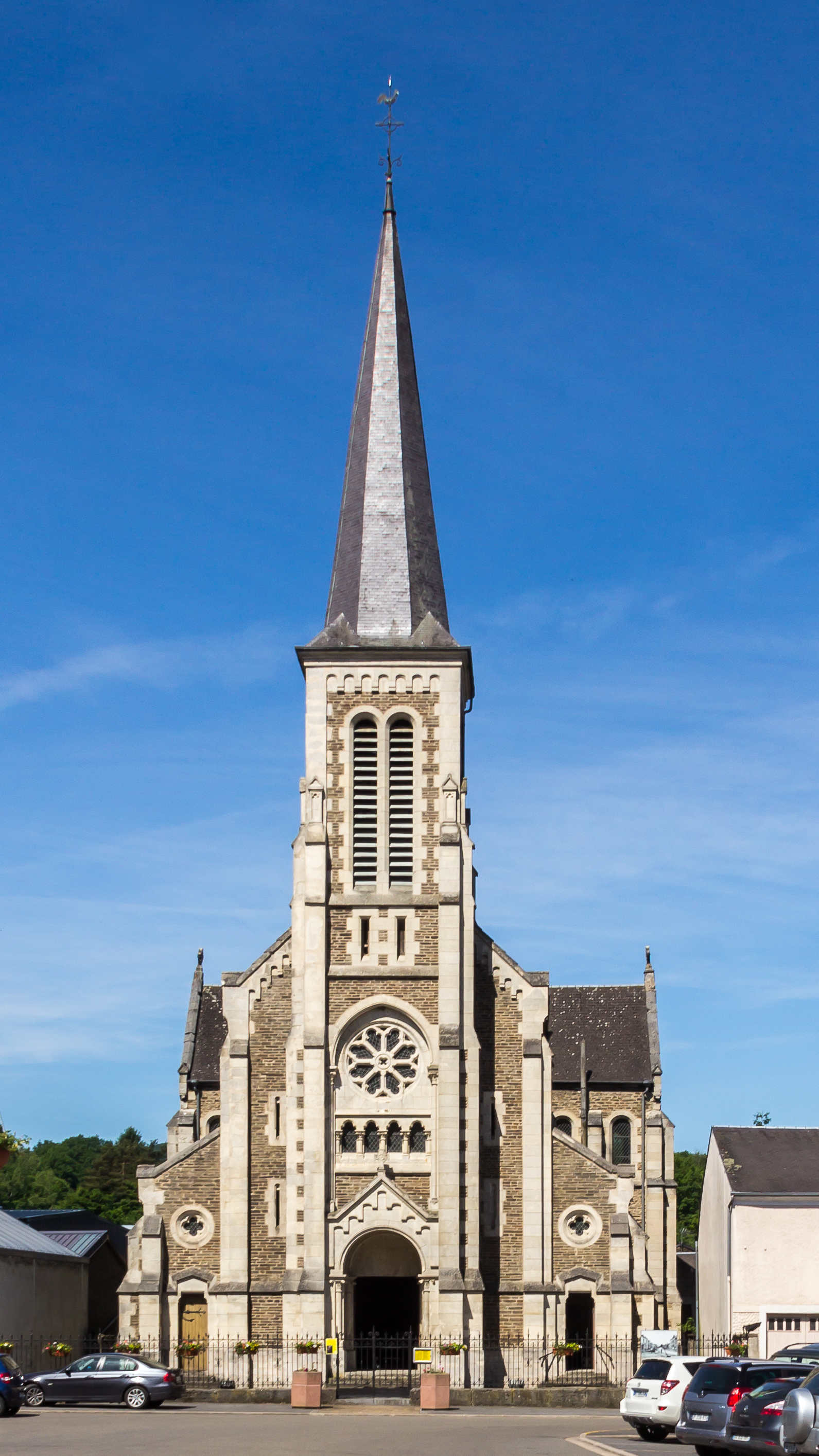
Église Saint-Remy.
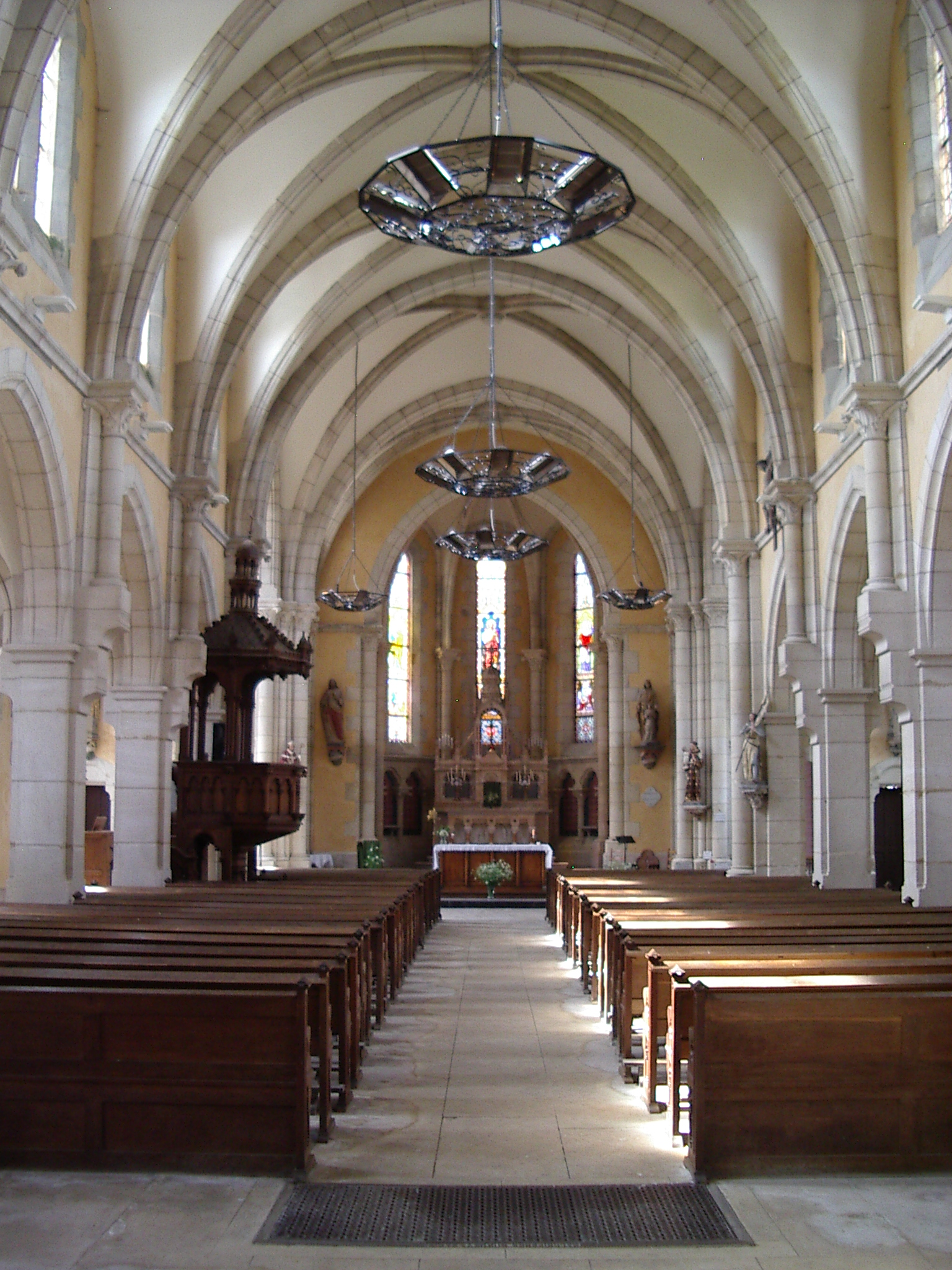
Église Saint-Remy (intérieur).
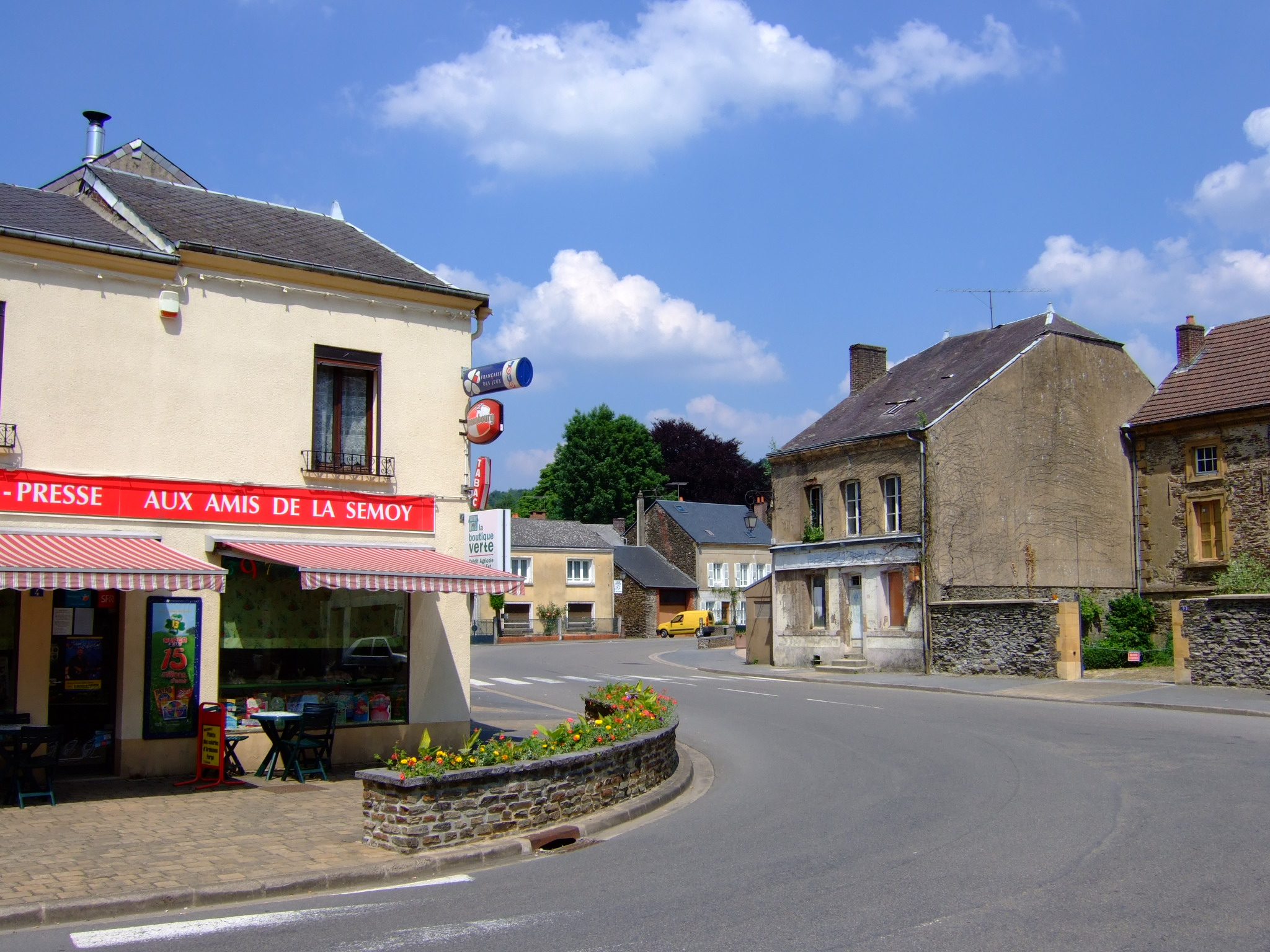
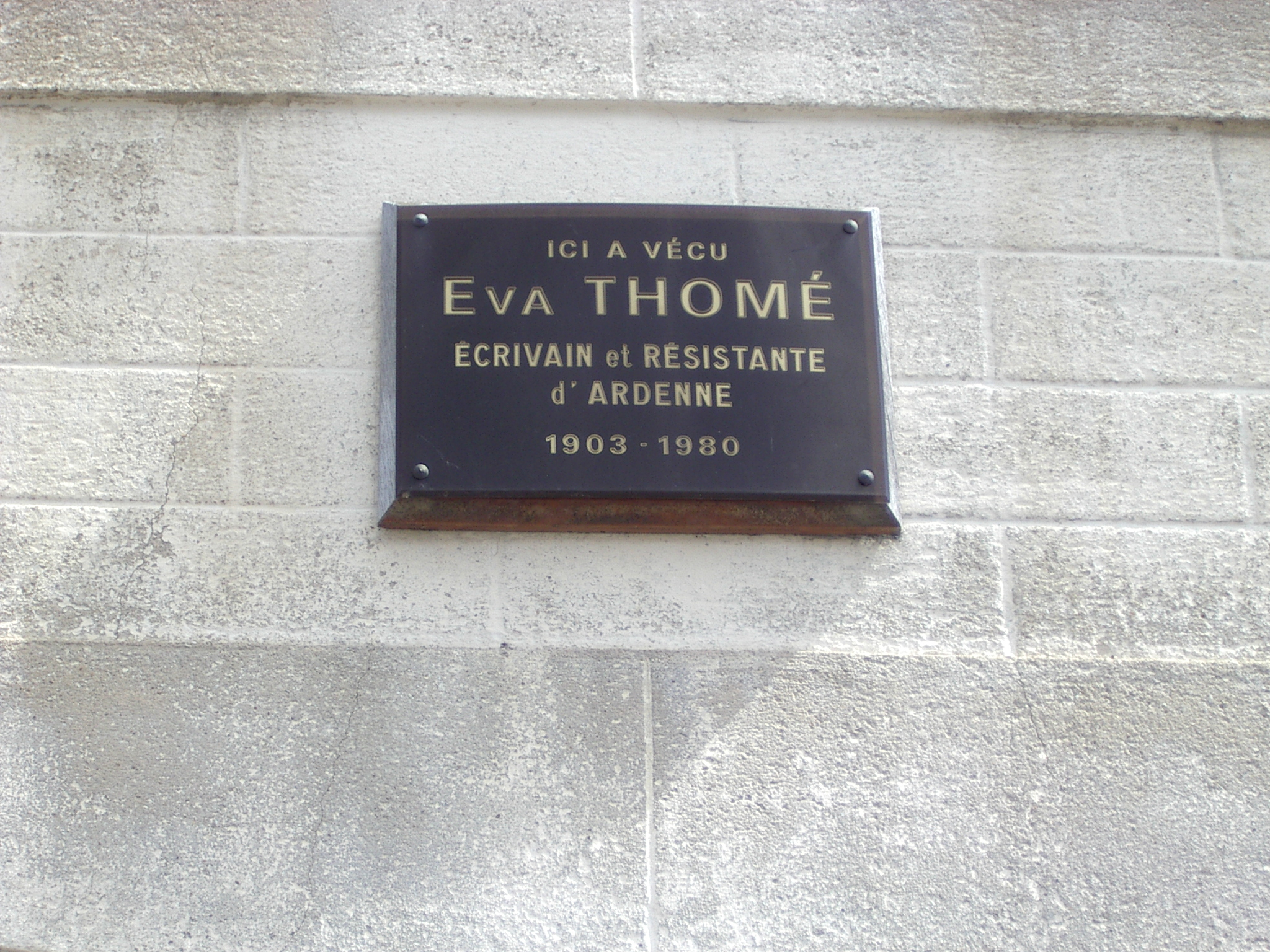
Plaque commémorative à Eva Thomé.
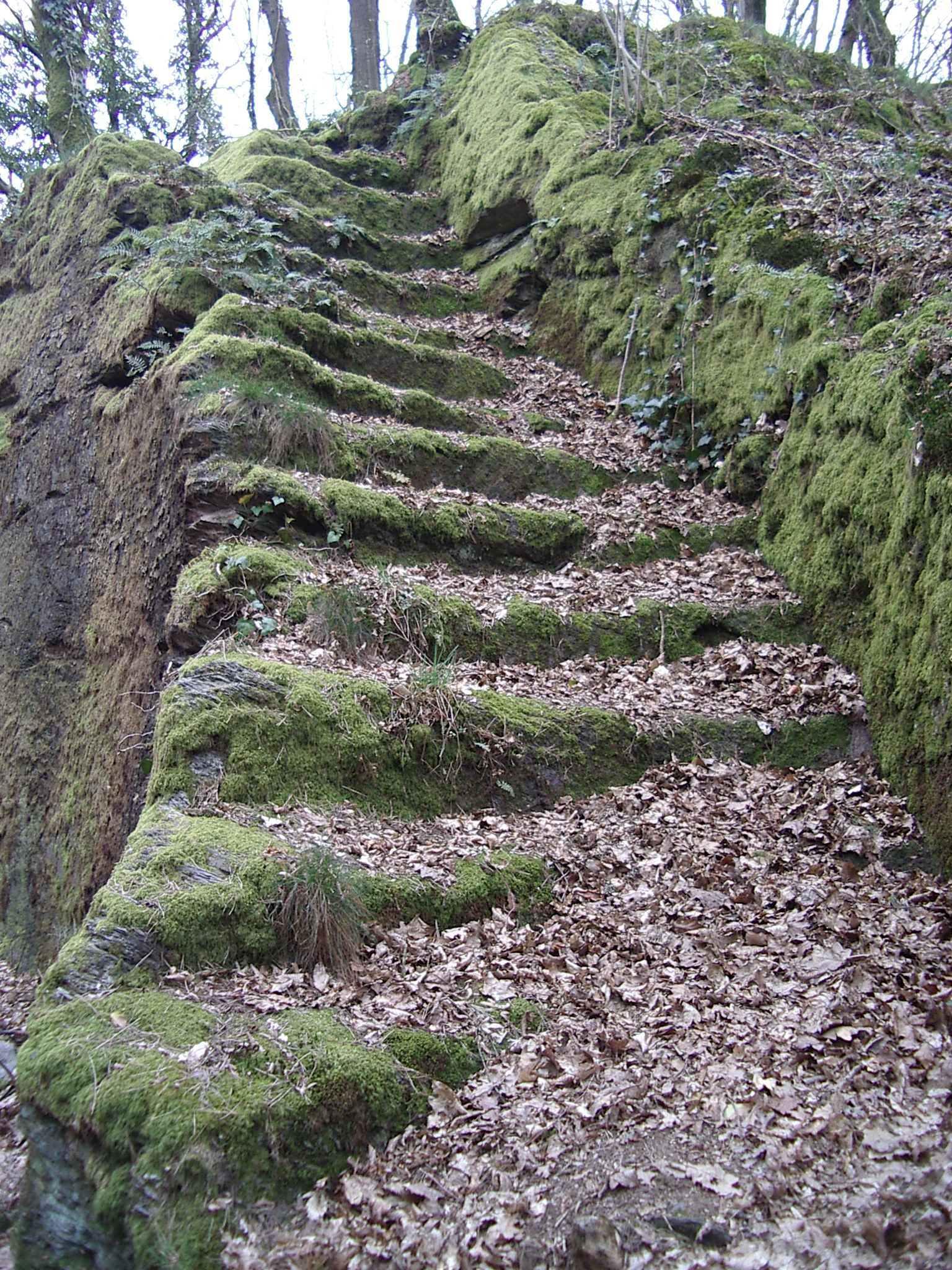
Château de Linchamps.

### Personnalités liées à la commune
- Emile Faynot (1878-1962) : fondateur et président directeur général des Établissements Faynot à Thilay, aquarelliste et illustrateur ;
- Marguerite Fontaine (1900-1988) : résistante, avec sa famille aux Vieux Moulins de Thilay du maquis des Manises ;
- Eva Thomé (1903-1980) : enseignante, résistante et romancière née à Thilay.

### Héraldique
| Armes de Thilay | Les armes de Thilay se blasonnent ainsi : Écartelé : au 1er d’azur aux trois fleurs de lys d’or, au bâton péri en bande de gueules en abîme, au 2e d’argent à la tour de sable ouverte, ajourée et maçonnée du champ, au 3e d’argent à l’enclume de sable, au 4e d’azur à la crosse d’or senestrée d’une clef à deux pannetons contournée du même. |